# 東陽油槽
東陽油槽株式会社（とうようゆそう）は、愛知県名古屋市中村区松原町3丁目25番地にある企業。かつては愛知県名古屋市港区船見町56番地で油槽業務を行っていた。

## 概要
東陽油槽は、かつて日本漁網船具（現、キグナス石油）や共同石油（1966年以前は東亜石油）の油槽業務を担っており（貯蔵能力は3444kL）、油槽所には共同石油名古屋アスファルト基地が併設していた（貯蔵能力は3600kL）。名古屋臨海鉄道の汐見町駅（1965年以前は名電築港駅）所管の専用線110m（1970年には148mの専用線を新設）を隣接する中央倉庫や油辰商店と共同で所有して石油類の輸送を行っていた。しかし2000年代に油槽業務は終了し、本社が移転されている。かつての油槽所は現在、トーヨーテクノとなっている。

## 事業所

### 現在
- 愛知県名古屋市中村区松原町3丁目25番地

### かつての事業所
- 東陽油槽：愛知県名古屋市港区船見町56番地
- 東陽油槽八号地倉庫：愛知県名古屋市港区船見町57番地

## 周辺
- 中央倉庫
- 油辰商店
- 今村工業
- 東陽興業